# Nuoto ai XVIII Giochi del Mediterraneo - 50 metri stile libero femminili
La gara dei 50 metri stile libero femminili dei XVIII Giochi del Mediterraneo si è svolta il 25 giugno 2018. Al mattino si sono svolte le batterie, mentre la finale si è disputata nel pomeriggio.

## Podio
| Pos. | Atleta          | Nazione |
| ---- | --------------- | ------- |
|      | Farida Osman    | Egitto  |
|      | Lidón Muñoz     | Spagna  |
|      | Theodora Drakou | Grecia  |

## Record
Prima della manifestazione il record del mondo (RM) e il record dei Giochi del Mediterraneo (RG) erano i seguenti.
|  | 23"67 | Sarah Sjöström | 29 luglio 2017 Budapest |
|  | 24"88 | Malia Metella  | 28 giugno 2009 Pescara  |

Durante la competizione è stato migliorato il seguente record:
|  | 24"83 | Farida Osman |

## Risultati

### Batterie
| Pos. | Batteria | Corsia | Atleta            | Nazionalità          | Tempo | Note |
| ---- | -------- | ------ | ----------------- | -------------------- | ----- | ---- |
| 1    | 3        | 4      | Farida Osman      | Egitto               | 25"25 | Q    |
| 2    | 3        | 5      | Lidón Muñoz       | Spagna               | 25"29 | Q    |
| 3    | 1        | 4      | Theodora Drakou   | Grecia               | 25"57 | Q    |
| 4    | 1        | 5      | Lucrezia Raco     | Italia               | 25"63 | Q    |
| 5    | 2        | 4      | Marie Wattel      | Francia              | 25"64 | Q    |
| 6    | 2        | 5      | Erika Ferraioli   | Italia               | 25"77 | Q    |
| 7    | 3        | 6      | Sofia Klikopoulou | Grecia               | 25"82 | Q    |
| 8    | 1        | 3      | Kalia Antoniou    | Cipro                | 25"85 | Q    |
| 9    | 3        | 3      | Léna Bousquin     | Francia              | 25"90 |      |
| 10   | 2        | 3      | Neža Klančar      | Slovenia             | 25"97 |      |
| 11   | 2        | 6      | Marta González    | Spagna               | 26"06 |      |
| 12   | 1        | 6      | Selen Özbilen     | Turchia              | 26"09 |      |
| 13   | 3        | 2      | Amel Melih        | Algeria              | 26"57 |      |
| 14   | 1        | 2      | Sezin Eligül      | Turchia              | 26"75 |      |
| 15   | 2        | 7      | Nesrine Medjahed  | Algeria              | 26"91 |      |
| 16   | 2        | 2      | Lamija Medošević  | Bosnia ed Erzegovina | 27"01 |      |
| 17   | 3        | 8      | Nikol Merizaj     | Albania              | 27"21 |      |
| 18   | 3        | 7      | Tonia Papapetrou  | Cipro                | 27"25 |      |
| 19   | 3        | 1      | Mónica Ramírez    | Andorra              | 27"29 |      |
| 20   | 1        | 7      | Beatrice Felici   | San Marino           | 27"74 |      |
| 21   | 1        | 1      | Sara Lettoli      | San Marino           | 27"88 |      |
| 22   | 2        | 1      | Inês Fernandes    | Portogallo           | 28"00 |      |
| 23   | 2        | 8      | Fjorda Shabani    | Kosovo               | 28"49 |      |

### Finale
| Pos. | Corsia | Atleta            | Nazionalità | Tempo | Note |
| ---- | ------ | ----------------- | ----------- | ----- | ---- |
|      | 4      | Farida Osman      | Egitto      | 24"83 |      |
|      | 5      | Lidón Muñoz       | Spagna      | 25"20 |      |
|      | 3      | Theodora Drakou   | Grecia      | 25"31 |      |
| 4    | 2      | Marie Wattel      | Francia     | 25"35 |      |
| 5    | 6      | Lucrezia Raco     | Italia      | 25"40 |      |
| 6    | 1      | Sofia Klikopoulou | Grecia      | 25"77 |      |
| 7    | 7      | Erika Ferraioli   | Italia      | 25"79 |      |
| 8    | 8      | Kalia Antoniou    | Cipro       | 26"01 |      |